# Sharon Turner
Pour les articles homonymes, voir Turner.
Sharon Turner (1768-1847) est un historien anglais.

## Biographie
Né à Pentonville, il devient avoué (solicitor) mais quitte la profession pour se vouer à l'étude des lettres islandaises et anglo-saxonnes. C'est lui qui conseille à Isaac D'Israeli de faire baptiser ses enfants, dont le futur premier ministre britannique Benjamin Disraeli.

## Œuvres
Il est le premier savant à s'être penché sérieusement sur les migrations des peuples anglo-saxons. Le résultat de ces recherches est publié sous le titre History of the Anglo-Saxons (1799-1805), ouvrage qui connait plusieurs éditions. Il poursuit avec l’History of England (1814-29), qui s'arrête à la fin du règne d’Élizabeth Ire. 
Il identifie les Saxons aux Goths et au Scythes de l’Antiquité, et est le promoteur, pour contrer la France révolutionnaire, de la théorie de la supériorité des libertés anglo-saxonnes contre la prétendue tyrannie normande.
Turner écrit également des articles dans le Quarterly Review, une histoire sacrée du monde intitulée Sacred History of the World, un poème sur Richard III et une traduction du Beowulf.